# 2012年3月逝世人物列表
2012年逝世人物列表：1月 - 2月 - 3月 - 4月 - 5月 - 6月 - 7月 - 8月 - 9月 - 10月 - 11月 - 12月
2012年3月逝世人物列表，是用于汇总2012年3月期间逝世人物的列表。

## 依日期排序

### 3月1日
- 盧西奧·達拉（義大利語：Lucio Dalla），68歲，義大利流行樂作曲家、樂手與演員，著名作品有《卡如索（Caruso）》等，因心肌梗塞致死。（英文）BBC（页面存档备份，存于）
- 蔣巴南卓·確吉堅贊（藏語：འཇམ་དཔལ་རྣམ་གྲོལ་ཆོས་ཀྱི་རྒྱལ་མཚན་，威利转写：'jam dpal rnam grol chos kyi rgyal mtshan，THL：Jampel Namdröl Chökyi Gyeltsen），80歲，西藏出生之第九世哲布尊丹巴呼圖克圖，為蒙古國宗教領袖。（英文）藏人行政中央官方网站
- 易玉珍，90岁，中国眼科学、眼病理学家，中山大学中山眼科中心教授。[1]

### 3月2日
- 福斯利的聖約翰勳爵（Lord St John of Fawsley），82歲，英國大律師和保守黨政治家，下議院議員（1964年－1987年）、下議院領袖（1979年－1981年）。衛報（页面存档备份，存于）、每日電訊報（页面存档备份，存于）

### 3月3日
- 雷夫·麥奎利（英語：Ralph McQuarrie），82歲，美國電影藝術設計師，曾設計《星際大戰》的劇中角色。麥奎利官網（页面存档备份，存于）、中央社[]
- 稅正寬，72歲，曾任重慶市人大常委會前副主任，自殺身亡。財經網（页面存档备份，存于）

### 3月4日
- 張桂鳳，91歲，中國國家一級演員，越劇十姐妹之一。新浪娛樂（页面存档备份，存于）

### 3月7日
- 胡迪斯美斯·施莫拿歷克（波蘭語：Włodzimierz Smolarek），54歲，波蘭足球運動員，曾於1980至90年代代表波蘭國家隊，未公開死因。now新聞 （页面存档备份，存于）、（英文）華盛頓郵報（页面存档备份，存于）

### 8日
- 森稔，77歲，日本森大廈社長，曾推動六本木等地的都市更新。[2]
- 彭淑意，91岁，四川大学华西医院教授。[3]
- 邢润雨，99岁，中国金融教育家，西安交通大学经济与金融学院教授。[4]
- 查利·霍格（英語：Charlie Hoag），80岁，美国篮球运动员，奥运会冠军。[5]

### 3月9日
- 龍思良，75歲，台灣資深畫家、攝影師，曾為武俠小說家古龍的作品繪製封面。聯合報[]

### 3月10日
- 朱维铮，76岁，中国历史学家，复旦大学资深特聘教授。复旦大学新闻文化网
- 陳文德（英語：Tan Boon Teik），83歲，新加坡法界人士，曾任新加坡總檢察長，未公開死因。光华电子新闻
- 弗蘭克·舍伍德·羅蘭（英語：Frank Sherwood Rowland，男），84歲，美國化學家，因對大氣化學特別是臭氧的形成與分解，與馬里奥·莫利納、保羅·克魯岑共同獲得1995年諾貝爾化學獎，罹柏金遜症去世。聯合新聞網[]

### 3月11日
- 鄧英淘，61歲，中國社科院研究員，為中共中央書記處原書記鄧力群之子。財新網（页面存档备份，存于）、搜狐文化（页面存档备份，存于）
- 陈茹玉，93岁，中国化学家，中国科学院院士。科学网（页面存档备份，存于）
- 黃鏡峰，81歲，前台東縣縣長，其子黃健庭為現任台東縣縣長。奇摩新聞（页面存档备份，存于）
- 李润初，82岁，华南师范大学原经济研究所教授、原广东省政协委员、原中国民主建国会华南师范大学支部主委。[6]

### 3月12日
- 鄭申一，75歲，台灣電視節目天天開心編導，因肝癌過世。中央社
- 丁祖诒，73岁，西安翻译学院创始人、院长。中国广播网（页面存档备份，存于）
- 格桑居冕，85歲，中國的藏語學家。鳳凰網[永久]

### 3月13日
- 米歇爾·杜朔索瓦（法語：Michel Duchaussoy），男性，73歲，法國演員，因心臟病發去世。法國國家廣播電台（页面存档备份，存于）
- 柳德米拉·莎加洛娃（俄語：Людмила Шагалова），88岁，苏联电影女演员。塔斯社（页面存档备份，存于）

### 3月14日
- 文森特·塔博恩，男性，98歲，馬爾他第4任總統，並曾任馬國的外交部長、民選眾議院議員，他同時也是一位眼科醫師，未公布死因。（英文）馬爾他今日報（页面存档备份，存于）

### 3月15日
- 趙慕嵩，76歲，台灣記者、作家、資深評論員，曾任職於聯合報、中國時報，外號「趙老大」，因癌症逝世。中國時報部落格中時部落格新聞

### 3月16日
- 吉本隆明（日語：吉本 隆明），87歲，日本左翼思想家、評論家。次女為作家吉本芭娜娜[7]。

### 3月17日
- 亞歷山大教宗欣諾達三世（科普特語：Ⲡⲁⲡⲁ Ⲁⲃⲃⲁ Ϣⲉⲛⲟⲩⲟϯ ⲡⲓⲙⲁϩ ϣⲟⲩⲙⲧ），88歲，科普特正教會領袖。（页面存档备份，存于）
- 許書標，89歲，泰國企業家，紅牛公司聯合創辦人。搜狐（页面存档备份，存于）
- 約翰·德米揚魯克（John Demjanjuk），91歲，納粹戰犯，被指控在猶太人大屠殺中犯有共謀罪，2009年被慕尼黑法院判處監禁5年。蘋果日報

### 3月18日
- 喬治·圖普五世（英語：George Tupou V），63歲，東加王國國王。中央社

### 3月19日
- 朱克，92歲，香港資深導演。

### 3月21日
- 邵象华，99岁，中国科学院和中国工程院院士，中国钢铁冶金学家。科学网（页面存档备份，存于）
- 俞仁沛，88岁，中国英国文学教授，翻译家。参与了板门店谈判，联合国大会中英同声传译。

### 3月23日
- 游金華，102歲，桃園龍潭鄉知名詩人。奇摩新聞（页面存档备份，存于）
- 康靜谷，84岁，杭州放射科醫生，康有為與第六位妻子張光的養女。光明網
- 阿卜杜拉希·優素福·艾哈邁德（索馬利亞語：Cabdullaahi Yuusuf Axmed）。78歲，索馬利亞前任臨時總統。2008年12月27日因政治危機而宣佈辭職，在阿拉伯聯合大公國阿布達比因病逝世。紐約時報(英語)（页面存档备份，存于）
- 洪瑞襄，43歲，台灣音樂劇、舞台劇及電視劇演員，曾擔任台北愛樂合唱團女高音，燒炭自殺身亡。蘋果日報

### 3月25日
- 英韬，原名杨筠生，87岁，中国漫画家，曾创办《讽刺与幽默》杂志。北晨网

### 3月26日
- 錢胡美琦，83歲，中國歷史學家和新儒學學者錢穆博士夫人，民國時期江西省政府主席胡家鳳之女。明報錢穆故居facebook （页面存档备份，存于）聯合報[]
- 方懷時(H. S. Fang)，99歲，中華民國中央研究院第一十二屆(生命科學組)院士。中央研究院（页面存档备份，存于）

### 3月27日
- 黎煥耀，58岁，國立成功大學醫學院微生物及免疫學研究所講座教授，國際傳染病權威，發現登革熱病毒，因胰臟癌病逝。聯合新聞網
- 陶雅禮（Alastair Todd），91歲，英國殖民地官員，香港防衛司（1957年－1960年及1968年－1971年）、社會福利署署長兼立法局官守議員（1966年－1968年）。每日電訊報（页面存档备份，存于）、衛報（页面存档备份，存于）

### 3月28日
- 陳啟銘，79岁，香港企業家、新鴻基地產執行董事。東方日報（页面存档备份，存于）
- 亞歷山大·格里戈里耶維奇·阿魯秋年，91歲，蘇聯和亞美尼亞音樂家。PanARMENIAN.Net(英語)（页面存档备份，存于）
- 劉真 (教育家)，101歲，前國立台灣師範大學校長、教育廳長、總統府資政、現任中山學術基金會董事長。奇摩新聞（页面存档备份，存于）師大新聞（页面存档备份，存于）

### 3月29日
- 林祖，102岁，黃飛鴻傳人、林世荣亲侄子、一代洪拳泰斗蘋果日報（页面存档备份，存于）
- 伊達善（Ted Eates），96歲，香港前警務處處長（1967年－1969年）。警聲（页面存档备份，存于）
- 日本死囚絞刑處決：上部康明，48歲、松田康敏，44岁、古澤友幸，46岁。自由時報

### 3月30日
- 吳冰，77歲，北京外國語大學教授、英語系前副主任。冰心和吳文藻的女兒。世界日報